# Protestantyzm na Tonga
Protestantyzm na Tonga w 2010 roku wyznawany był przez około 69 tysięcy mieszkańców wysp (65,9%). Największymi wyznaniami są: metodyzm (ok. 50%), pentekostalizm (5,5%) i adwentyzm (2,3%).
Największe kościoły w kraju, w 2010 roku, według Operation World:
| Kościół                   | Liczba członków | Liczba wiernych | Procent ludności |
| Wolny Kościół Wesleyański | 8263            | 29 500          | 28,29%           |
| Wolny Kościół Tonga       | 6993            | 10 000          | 9,59%            |
| Kościół Tonga             | 3323            | 5550            | 5,32%            |
| Stowarzyszenie Tokailolo  | 1500            | 3000            | 2,88%            |
| Zbory Boże                | 1850            | 2500            | 2,4%             |